# Sichevița
Sichevița (en hongrois : Szikesfalu) est une commune du județ de Caraș-Severin en Roumanie.